# Білий загін
«Білий загін» (англ. The White Company) — історичний роман шотландського письменника Артура Конан Дойла, що уперше вийшов у видавництві Smith Elder 1891 року.
Дія роману, що оповідає про пригоди головного героя й англійських лучників, відбувається в середині 14 століття (1366—1367) в Англії, Франції та Іспанії - у розпал Столітньої Війни. Автор докладно описує фігуру англійського лучника і йомена, відводячи йому вирішальну роль у перемогах англійців над французами. Піднесено описане лицарство того часу; читач попадає в епоху його занепаду, коли порох і ядра роблять непотрібними обладунки. Повний і яскравий опис геральдики, природи, лицарських законів, морських і сухопутних баталій, турнірів, палкої й вірної любові — все це принесло роману не тільки величезну популярність серед читачів багатьох поколінь, але й захоплені відгуки істориків.

## Головні герої
- Аллейн Едриксон — юний зброєносець сера Найджела Лоринґа
- Сер Найджел Лоринґ — прославлений англійський лицар
- Семкин Ейлвард  - англійський лучник
- Гордл Джон (або Джон з Гордла) — колишній монастирський послушник, йомен, англійський лучник